# 極楽寺 (茨木市長谷)
極楽寺（ごくらくじ）は、大阪府茨木市長谷にある浄土宗の寺院。山号は西方山（さいほうざん）。院号は往生院（おうじょういん）。本尊は、阿弥陀如来。

## 歴史
寺伝によると、延宝8年（1680年）月頓上人の開基と伝わる。

## 伽藍
- 本堂
- 山門
- 地蔵尊
- 子安地蔵尊

## アクセス
- JR茨木駅・阪急京都本線茨木市駅から81系統「忍頂寺」下車、139系統乗り換え「稲葉圧」下車すぐ